# Justin Hoogma
Justin Hoogma (Enschede, 11 juni 1998) is een Nederlandse profvoetballer die bij voorkeur als centrale verdediger speelt. Hij komt vanaf seizoen 2025/26 uit voor Willem II. Eerder speelde hij onder meer voor Heracles Almelo, FC Utrecht en TSG 1899 Hoffenheim. Hij is de zoon van oud-profvoetballer Nico-Jan Hoogma.

## Clubcarrière

### Heracles Almelo
Hoogma begon in de jeugd met voetballen bij FC Twente. Op 1 januari 2016 maakte hij de overgang naar Heracles Almelo, de club waar zijn vader Nico-Jan Hoogma technisch directeur is en tussen 2004 en 2006 zijn actieve carrière beëindigde. Voor die club maakte hij op 6 maart 2016 zijn debuut in de met 1-0 verloren uitwedstrijd tegen N.E.C. Na 44 minuten verving hij de geblesseerd geraakte Ramon Zomer. In het seizoen 2016/2017 werd hij de jongste speler ooit in de Eredivisie die geen enkele minuut miste in een volledig eredivisieseizoen van 34 wedstrijden.

### TSG 1899 Hoffenheim
Op 13 juni 2017 werd bekendgemaakt dat Hoogma de overstap zou maken naar 1899 Hoffenheim, dat uitkomt in de hoogste klasse van het Duitse voetbal, de Bundesliga. Hij ondertekende een contract tot en met 30 juni 2022. Hoogma maakte zijn debuut in de A-ploeg op 2 november 2017, toen Hoffenheim met 1-1 gelijkspeelde tegen İstanbul Başakşehir in de UEFA Europa League. In het seizoen 2018/19 werd Hoogma halverwege het seizoen verhuurd aan FC St. Pauli, waar hij als vaste basisspeler tot 14 duels in de 2. Bundesliga kwam. 

### FC Utrecht
Terwijl hij nog altijd onder contract stond bij 1899 Hoffenheim, werd Hoogma in het seizoen 2019/20 verhuurd aan FC Utrecht en kwam hij tot 23 duels in de Eredivisie, waarin hij eenmaal scoorde in het duel tegen Feyenoord. Ook in het daaropvolgende seizoen 2020/21 speelde Hoogma op huurbasis voor FC Utrecht, waar hij tot 20 optredens in de hoofdmacht kwam. 

### Heracles Almelo
Op 24 januari 2022 keerde Hoogma terug naar zijn eerste club Heracles Almelo, hij tekende tot medio 2026. Na de degradatie van Heracles Almelo in het seizoen 2021/22 leidde hij als aanvoerder zijn team in het seizoen 2022/23 naar het kampioenschap in de Keuken Kampioen Divisie, waarmee een terugkeer naar de Eredivisie binnen een jaar werd gerealiseerd. In seizoen 2023/24 was hij nog een vaste basiskeuze, maar in het daaropvolgende seizoen kwam hij mede door blessures nog maar weinig tot spelen bij Heracles. Hij verliet de club aan het einde van het seizoen en tekende een contract tot 1 juli 2027 bij Willem II.

## Clubstatistieken

### Beloften
| Seizoen                         | Club            | Competitie           | Competitie | Competitie | Beker | Beker | Totaal | Totaal |
| Seizoen                         | Club            | Competitie           | Wed.       | Dlp.       | Wed.  | Dlp.  | Wed.   | Dlp.   |
| ------------------------------- | --------------- | -------------------- | ---------- | ---------- | ----- | ----- | ------ | ------ |
| 2017/18                         | Hoffenheim II   | Regionalliga Südwest | 18         | 0          | –     | –     | 18     | 0      |
| 2018/19                         | Hoffenheim II   | Regionalliga Südwest | 5          | 2          | –     | –     | 5      | 2      |
| 2020/21                         | Jong FC Utrecht | Eerste Divisie       | 2          | 0          | 0     | 0     | 2      | 0      |
| Carrièretotaal                  | Carrièretotaal  | Carrièretotaal       | 25         | 2          | 0     | 0     | 25     | 2      |
| Bijgewerkt op 22 september 2022 |                 |                      |            |            |       |       |        |        |

### Senioren
| Seizoen | Club             | Competitie     | Competitie | Competitie | Beker | Beker | Overig | Overig | Internationaal | Internationaal | Totaal | Totaal |
| Seizoen | Club             | Competitie     | Wed.       | Dlp.       | Wed.  | Dlp.  | Wed.   | Dlp.   | Wed.           | Dlp.           | Wed.   | Dlp.   |
| ------- | ---------------- | -------------- | ---------- | ---------- | ----- | ----- | ------ | ------ | -------------- | -------------- | ------ | ------ |
| 2015/16 | Heracles Almelo  | Eredivisie     | 2          | 0          | 0     | 0     | 1      | 0      | 0              | 0              | 3      | 0      |
| 2016/17 | Heracles Almelo  | Eredivisie     | 34         | 0          | 3     | 0     | 0      | 0      | 1              | 0              | 38     | 0      |
| 2017/18 | Hoffenheim       | Bundesliga     | 0          | 0          | 0     | 0     | 0      | 0      | 2              | 0              | 2      | 0      |
| 2018/19 | Hoffenheim       | Bundesliga     | 2          | 0          | 1     | 0     | 0      | 0      | 1              | 0              | 4      | 0      |
| 2018/19 | → FC St. Pauli   | 2. Bundesliga  | 14         | 0          | 0     | 0     | 0      | 0      | 0              | 0              | 14     | 0      |
| 2019/20 | → FC Utrecht     | Eredivisie     | 23         | 1          | 5     | 0     | 0      | 0      | 0              | 0              | 28     | 1      |
| 2020/21 | → FC Utrecht     | Eredivisie     | 19         | 1          | 1     | 0     | 0      | 0      | 0              | 0              | 20     | 1      |
| 2021/22 | → Greuther Fürth | Bundesliga     | 3          | 0          | 1     | 0     | 0      | 0      | 0              | 0              | 4      | 0      |
| 2021/22 | Heracles Almelo  | Eredivisie     | 12         | 0          | 0     | 0     | 2      | 0      | 0              | 0              | 14     | 0      |
| 2022/23 | Heracles Almelo  | Eerste Divisie | 38         | 3          | 2     | 0     | 0      | 0      | 0              | 0              | 40     | 1      |
| 2023/24 | Heracles Almelo  | Eredivisie     | 30         | 2          | 1     | 0     | 0      | 0      | 0              | 0              | 31     | 2      |
| Totaal  | Totaal           | Totaal         | 177        | 7          | 14    | 0     | 3      | 0      | 4              | 0              | 198    | 7      |

Bijgewerkt op 20 mei 2024.
Jeugd interlands
| Team          | Wed. |
| ------------- | ---- |
| Nederland o19 | 4    |
| Nederland o20 | 6    |
| Jong Oranje   | 14   |